# The Nightwatchman
The Nightwatchman es un proyecto en solitario de Tom Morello, músico conocido por haber sido guitarrista de Rage Against the Machine y Audioslave.

## Historia
Su proyecto comenzó en el año 2003, mientras desempeñaba su papel como músico en Audioslave, cuando comenzó a tocar como cantautor de country alternativo en acústico, influenciado por artistas como Bob Dylan o Bruce Springsteen, en salas de California. Sus letras tratan sobre temas políticos y de actualidad, debido a su desacuerdo con la administración de George W. Bush, desde un punto de vista izquierdista.
En el año 2006, grabó su primer álbum, One Man Revolution, producido por Brendan O'Brien y publicado desde abril del 2007.
Su segundo trabajo, The Fabled City, salió a la luz el 30 de septiembre del 2008.
En el año 2011, sacó su tercer álbum: Union Town. 
En el 2011 anuncio la salida de  su próximo disco llamado World Wide Rebel Songs, el cual salió a la venta el 30 de agosto de 2011, que tuvo como adelanto las canciones "Union Town", "Black Spartacus Heart Attack Machine" y "It Begins Tonight"

## Discografía
- One Man Revolution, 2007, con Epic Records.
- The Fabled City, 2008, con Epic Records.
- Union Town EP, 2011
- World Wide Rebel Songs, 2011